# Piotrowszczyzna (sielsowiet Urzecze)
Piotrowszczyzna (biał. Пятроўшчына, Piatrouszczyna; ros. Петровщина, Pietrowszczina) – wieś na Białorusi, w obwodzie witebskim, w rejonie głębockim. Wchodzi w skład sielsowietu Urzecze.  

## Historia
W 1870 roku wieś leżała w wołoście Zalesie, w powiecie dziśnieńskim guberni wileńskiej. 
W okresie międzywojennym zaścianek a następnie wieś leżała w granicach II Rzeczypospolitej w gminie wiejskiej Zalesie, w powiecie dziśnieńskim, w województwie wileńskim.
Według Powszechnego Spisu Ludności z 1921 roku zamieszkiwało tu 39 osób, 1 była wyznania rzymskokatolickiego a 38 prawosławnego. Jednocześnie wszyscy mieszkańcy zadeklarowali polską przynależność narodową. Było tu 6 budynków mieszkalnych. W 1931 w 6 domach zamieszkiwały 34 osoby.
Wierni należeli do parafii rzymskokatolickiej w Udziale i parafii prawosławnej w Zalesiu. Miejscowość podlegała pod Sąd Grodzki w Łużkach i Okręgowy w Wilnie; właściwy urząd pocztowy mieścił się w Zalesiu.
Po agresji ZSRR na Polskę w 1939 roku wieś znalazła się pod okupacją sowiecką, w granicach BSRR. Leżała w rejonie głębockim obwodu wilejskiego. W latach 1941–1944 była pod okupacją niemiecką. Następnie leżała w BSRR, od 20 września 1944 w obwodzie połockim, od 8 stycznia 1954 r. w obwodzie mołodeckim, a od 20 stycznia 1960 r. w obwodzie witebskim.
Od 1991 roku w Republice Białorusi.

## Parafia rzymskokatolicka
Miejscowość jest siedzibą parafii Chrztu Pańskiego i św. Teresy od Dzieciątka Jezus, w dekanacie głębockim diecezji witebskiej.